# Kjerstin Halden
Kjerstin Halden-Wallman, folkbokförd som Kjerstin Halden-Berwald, född 16 februari 1923 i Stockholm, död 31 december 2022 i Stocksund, Stockholms län, var en svensk målare och grafiker.
Hon är dotter till docenten Bertil Halden och Ellen Ullstrand och var under en period gift med konstnären Bertil Wallman. Halden studerade vid Konstfackskolan 1945–1948 och vid École nationale supérieure des Beaux-Arts i Paris 1948–1950 samt vid Konsthögskolan i Stockholm 1952–1957 och under studieresor till Danmark, Frankrike, Lofoten och Tahiti. Separat har hon ställt ut på bland annat Galleri Æstetica, Färg och Form i Stockholm, Arvika Konsthall, Konstnärshuset i Stockholm och Festspillene i Harstad Nord-Norge och hon medverkade ett antal gånger i samlingsutställningar med Sveriges allmänna konstförening. Under andra världskriget var hon tornsvala i skogarna utanför Mangskog och detta resulterade i att hon och hennes dåvarande man tillsammans 1959 skapade Frödingstenen inte långt från ett av flygspaningstornen i Mangskog. Bland hennes offentliga arbeten märks stenmosaik för Tekniska nämndhuset i Stockholm Stucco Lustro för Sjöfartsverket i Norrköping, en temperamålning i Mariatorgets T-station, en akrylmålning för Dalens Sjukhus samt tre temperamålningar på Långbro sjukhus. Hennes konst består av stilleben och vardagen omkring sig, landskap från Stockholm och Provence i olja, akvarell och tempera samt träsnitt. Halden är representerad vid Moderna museet, Naturhistoriska riksmuseet, Statens konstråd, Snus- och Tändsticksmuseum, Stockholms läns landsting, Landskrona lasarettet, Museé de Camarque i Frankrike, Arvika kommun och Karlskoga kommun.